# 高麗元宗
高麗元宗（：／ Goryeo Wonjong；1219年—1274年），姓王，諱禃（：／ Wang Sik），是高麗王國的第24代君主（1260年－1274年在位），初名王倎（：／ Wang Jeon）。死後廟號元宗，諡號忠敬順孝大王（：／ Chunggyeong sunhyo daewang），葬於韶陵。元宗由忽必烈扶植继位，是高丽最后一个使用庙号的高丽君主。他有親蒙古帝國（元朝）傾向，之後高麗分成附元與反元兩派。

## 生平
高麗元宗是高麗高宗的長子，被立為王太子。蒙古於1253年大规模入侵高丽。1258年，大司成柳璥、郎將金俊等人發動政變，殺死崔竩，崔氏政權覆滅。在主和派文臣的建議下，高麗高宗最后同意將都城從江华岛遷回開京，并将世子王倎送到蒙古。蒙古军随后撤退，高麗成為蒙古的附屬國。1260年（忽必烈中统元年）春，高麗高宗逝世，忽必烈派軍護送世子王倎回国即位並改名王禃，是為元宗。
元宗即位后一直采取亲元立场，並且曾數次前往元大都朝見忽必烈。然而高麗武臣的勢力依然很大，金俊、林衍等武臣相繼上臺執政，並對元朝持強硬態度，元宗也無可奈何。1269年，林衍廢黜了元宗，擁立安慶公王淐為王，獨攬朝政；但元宗的被廢觸犯了蒙古的利益，因此忽必烈遣使詰問林衍。林衍則謊稱元宗是因病遜位的，忽必烈要求元宗與安慶公王淐同來元大都以斷其曲直。林衍拒絕了這一要求，隨後蒙古大軍進攻高麗。林衍發兵抗擊蒙軍，失敗竄居海島，元宗在開京重新登上了王位。不久近衛軍的宋松禮及洪奎等人煽動三別抄軍發動政變，殺死了林衍的兒子林惟茂，將其家屬執送元大都。長達100餘年的武人時代結束。
在蒙古的授意下，元宗試圖解散三別抄軍。隨後裴仲孫、金通精等人率三別抄軍在江華島叛亂，據珍島，擁立承化侯王溫為王，公然與高麗朝廷對抗。最終高麗與蒙古聯軍攻陷了珍島，剿滅了三別抄軍的叛亂。
在元宗統治期間，蒙古試圖以高麗為跳板征服日本。高麗被迫為蒙古提供兵力、戰船、糧草等以為征討日本作準備，加重了稅收。1274年，元宗在遠征日本的前夕逝世。

## 家庭

### 后妃
| 稱號         | 生卒年     | 本貫 | 父母        | 備註                                                                             |
| ------------ | ---------- | ---- | ----------- | -------------------------------------------------------------------------------- |
| 順敬太后金氏 | 1222－1237 | 慶州 | 金若先 崔氏 | 高宗22年為太子妃。                                                               |
| 慶昌宮主柳氏 |            |      | 新安公 王佺 | 高宗31年（1244年）為太子妃；元宗元年，冊爲王后；忠烈王三年，誣坐呪詛，廢爲庶人。 |

### 子女

#### 子
| 稱號       | 名 | 生卒年     | 生母         | 備註 |
| ---------- | -- | ---------- | ------------ | ---- |
| 高麗忠烈王 | 昛 | 1236－1308 | 順敬太后金氏 |      |
| 始陽侯     | 珆 | ？－1266   | 慶昌宮主     |      |
| 順安公     | 琮 |            | 慶昌宮主     |      |

#### 女
| 稱號     | 生卒年 | 生母     | 配偶        | 備註                                             |
| -------- | ------ | -------- | ----------- | ------------------------------------------------ |
| 慶安宮主 |        | 慶昌宮主 | 齊安公 王淑 | 王淑元配，元宗元年（1260年）下嫁。子平陽公王昡。 |
| 咸寧宮主 |        | 慶昌宮主 | 廣平公 王譓 |                                                  |